# 막당조아인

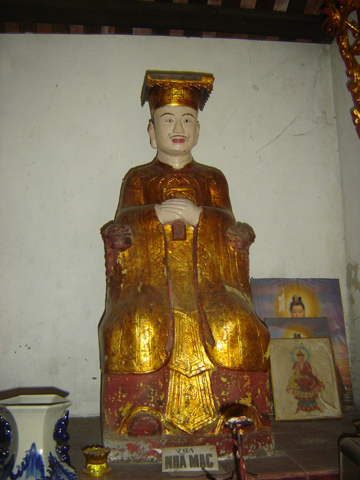
막당조아인

막당조아인(베트남어: Mạc Đăng Doanh / 莫登瀛 막등영, ? ~ 1540년 3월 3일)은 대월 막 왕조의 제2대 황제(재위: 1529년 ~ 1540년)이다. 《명실록》과 《명사·안남전(安南傳)》에는 막프엉조아인(베트남어: Mạc Phương Doanh / 莫方瀛 막방영)으로 기록되어 있다. 막당중의 첫째 아들이고, 즉위 뒤 연호를 다이찐으로 고쳤다.

## 생애
1517년, 부친 막당중이 후 레 왕조의 권신 쩐쩐과 친분을 맺기 위해 막당조아인이 쩐쩐의 딸과 결혼하도록 하였다. 막당중은 전투에서 공을 세워 점차 정권을 장악하였고, 1522년에 레 소종의 명의를 빌려 막당조아인을 육미후(베트남어: Dục Mỹ hầu / 毓美侯)로 봉하였고, 금광전(金光殿)을 관리하도록 했다. 1527년, 막당중이 제위를 찬탈하고 막 왕조를 세웠고, 첫째 아들 막당조아인을 황태자로 책립하였다.
다이찐 원년(1530년) 정월 초하루, 막당중이 연로함을 이유로 막당조아인에게 양위하였고, 스스로는 태상황을 칭하고 물러나 응이즈엉현(宜陽縣) 고재(古齋)의 상광전(祥光殿)에 은거하며 물고기를 잡는 것을 업으로 삼고 노닐며 즐겼다. 막당조아인이 마침내 즉위하였다. 그러나 사실상 당시 후 레 왕조의 유신들의 세력이 매우 컸기 때문에 막당중은 은퇴하였지만 여전히 조정의 정치를 멀리서 통제하고 있었고, 실제 목적은 막당조아인을 밖에서 지원하는 것이었다.
같은 해, 타인호아 사람 레이(黎意)가 스스로 후 레 왕조 종실의 외손이라고 칭하며 자주(椰州)에서 병사를 일으켰다. 막당중은 병사를 이끌고 레이를 마텃강(馬漆江)에서 공격하였으나 막 왕조의 군대가 연전연패하자 어쩔 수 없이 탕롱으로 물러났고, 태사(太師) 인국공(麟國公) 막꾸옥찐(莫國楨)을 남겨 방어하도록 하였다. 막꾸옥찐 또한 전투에서 패하였고, 레이가 서도성(西都城, 현재의 타인호아)을 공격해 들어가자 세력이 크게 떨쳤다. 그해 8월, 막당조아인이 타인호아로 진격해 막꾸옥찐의 군사와 호앙호아강(弘化江)에서 합친 뒤 레이의 군사와 교전하였으나 두 차례의 전투에서 레이에게 대패하였고, 막당조아인은 탕롱으로 퇴각하였다. 이 전투는 막 왕조로 하여금 레이의 이름만 듣고도 간담이 서늘해지게 만들었다. 다만 오래지 않아 레이가 교만해져 방비를 하지 않았고, 결국 자주에서 막꾸옥찐의 기습을 받아 사로잡힌 뒤 탕롱에 압송되어 거열을 당해 죽었다. 레이의 잔당은 애뢰(哀牢, 라오스)로 달아나 후 레 왕조의 유신인 응우옌낌에게 의탁하였고, 이는 응우옌낌의 세력을 강대해지게 하였다.
다이찐 4년(1533년), 응우옌낌은 스스로 레 소종의 아들이라고 칭하는 레닌(黎寧)을 찾아내 그를 황제로 옹립하였고, 응우옌호아로 개원하니 이가 곧 레 장종이며, 후 레 왕조를 중흥시켰다. 이들은 서도성을 공격해 들어갔으며, 점차 대월의 남부 지역을 점거하였다. 막당조아인은 북부 지역으로 물러나 지키니 이것이 남북조 시대의 시작이다. 동시에 레 장종은 명나라로 사신을 보내 스스로 후 레 왕조의 자손이라고 칭하며 막씨가 제위를 찬탈한 일을 고하였다. 가정제는 함녕후(咸寧侯) 구란(仇鸞)을 총독군무(總督軍務)로 삼고, 병부상서(兵部尙書) 모백온(毛伯溫)을 참찬군무(參贊軍務)로 삼아 군사를 징집해 베트남으로 진공할 준비를 하게 하니, 전쟁이 일촉즉발의 상황까지 갔다.
다이찐 11년 정월 25일(1540년 3월 3일), 막당조아인이 사망하였다. 시호를 흠철문황제(欽哲文皇帝), 묘호를 태종(太宗)으로 하였다. 첫째 아들인 막푹하이가 뒤를 이었다.

## 정치
막당조아인의 재위 기간 동안 막 왕조는 1532년, 1535년, 1538년에 세 차례에 걸쳐 과거를 시행하였다. 저명한 인물인 응우옌빈키엠(阮秉謙)은 1535년 과거에 응시하여 장원이 되었다. 막당조아인은 문화와 교육을 매우 중시하여 1536년에 겸군공(謙郡公) 막딘코아(莫廷科)를 파견하여 국자감(國子監)을 중수하도록 했으며, 1537년에는 친히 태학(太學)을 시찰하였다.

## 가족
- 부친: 막당중
- 모친: 응우옌티응옥뚜옌(阮氏玉璇) - 통군공(通郡公) 응우옌티웅(阮時雍)의 딸, 레 공황의 황후의 자매.

- 형제:
  - 홍왕(弘王) 막찐쭝
  - 정왕(定王) 막푹선(莫福山)
  - 강왕(康王) 막년푸(莫仁甫)
  - 광왕(廣王) 막꽝카이(莫光啓)
  - 막년꽝(莫仁廣)
  - 막다이카인(莫大慶)
  - 가왕(嘉王) 막다이중(莫大用) - 요절
  -  ? - 이름 실전
  -  ? - 이름 실전
- 자매:
  - 서녕공주(瑞寧公主) 막응옥토(莫玉壽)
  - 태안공주(泰安公主) 막응옥쩌우(莫玉珠)
  - 보화공주(寶華公主) 막응옥꽝(莫玉光)
  - 막응옥뜨(莫玉姿)
  - 막홍응옥(莫洪玉) - 요절
  - 막투이뚝(莫端肅) - 요절
  - 막응옥란(莫玉蘭) - 요절

- 아내:
  - 쩐씨(陳氏) - 쩐쩐의 딸
  - 부씨(武氏)[2]

- 자녀:
  - 막푹하이
  - 녕왕(寧王) 막푹뜨(莫福滋)
  - 겸왕(謙王) 막낀디엔
  - 막리티엔(莫履禪) 또는 막리뜨엉(莫履祥)
  - 막리호아(莫履和)
  - 막히엡타이(莫協泰) 또는 막히엡꿍(莫協恭)
  - 응왕(應王) 막돈니으엉(莫敦讓)
  - 막까인후옹(莫景貺)

## 참고 문헌
- 《대월사기전서》

| 전 임 막당중 | 제2대 대월 막 왕조의 황제 1529년 ~ 1540년 | 후 임 막푹하이 |